# Samsung SM5
Pour les autres sujets connus sous le nom abrégé de Samsung, voir Samsung.
La Samsung SM5 est un véhicule du constructeur automobile sud-coréen Samsung Motors produit de 1998 à 2019. Elle est remplacée par la Samsung SM6.

## Première génération A 32 (1998 - 2005)

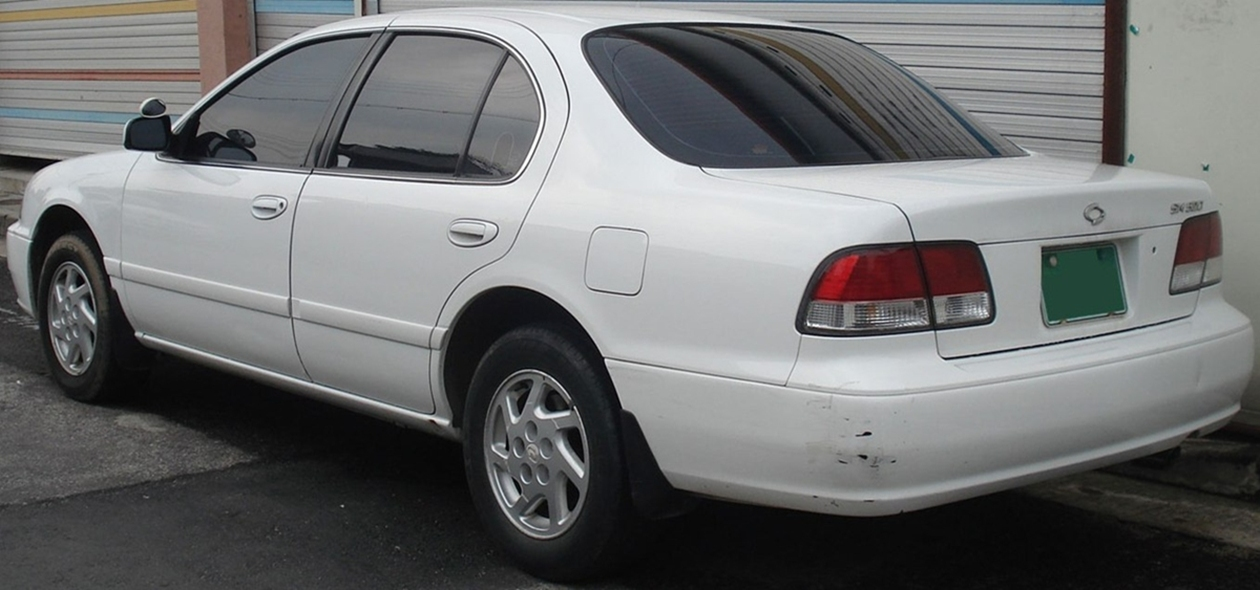
Vue arrière d'une Samsung SM5 (A32)

La première génération de SM5, est proposée en dix versions différentes.
| Modèle        | Cylindre/soupapes | Cylindrée | Longueur | Puissance       | Vitesse maxi | Prix lors du lancement  |
| ------------- | ----------------- | --------- | -------- | --------------- | ------------ | ----------------------- |
| SM518         | 4 / 16            | 1 838 cm³ | 4 835 mm | 132 ch (97 kW)  | 189 km/h     | 13 410 000 ₩ (10 129 €) |
| SM520         | 4 / 16            | 1998 cm³  | 4 835 mm | 143 ch (105 kW) | 203 km/h     | 15 290 000 ₩ (11 549 €) |
| SM520LE       | 4 /16             | 1 998 cm³ | 4 835 mm | 143 ch (105 kW) | 203 km/h     | 17 760 000 ₩ (13 415 €) |
| SM520SE       | 4 /16             | 1 998 cm³ | 4 835 mm | 143 ch (105 kW) | 203 km/h     | 16 080 000 ₩ (12 146 €) |
| SM520V        | V6 / 24           | 1 995 cm³ | 4 845 mm | 144 ch (106 kW) | 192 km/h     | 21 230 000 ₩ (16 036 €) |
| SM520V+       | V6 / 24           | 1 995 cm³ | 4 845 mm | 144 ch (106 kW) | 192 km/h     | 22 810 000 ₩ (17 229 €) |
| SM525V (ROK)  | V6 / 24           | 2 495 cm³ | 4 845 mm | 173 ch (127 kW) | 207 km/h     | 25 010 000 ₩ (17 891 €) |
| SM525V (D)    | V6 / 24           | 2 595 cm³ | 4 845 mm | 173 ch (127 kW) | 207 km/h     |                         |
| SM5 Speciale  | 4 / 16            | 1 998 cm³ | 4 835 mm | 143 ch (105 kW) | 203 km/h     | 16 010 000 ₩ (12 093 €) |
| SM5 Speciale+ | 4 / 16            | 1 998 cm³ | 4 835 mm | 143 ch (105 kW) | 203 km/h     | 17 610 000 ₩ (13 301 €) |

## Deuxième génération (2005 - 2010)

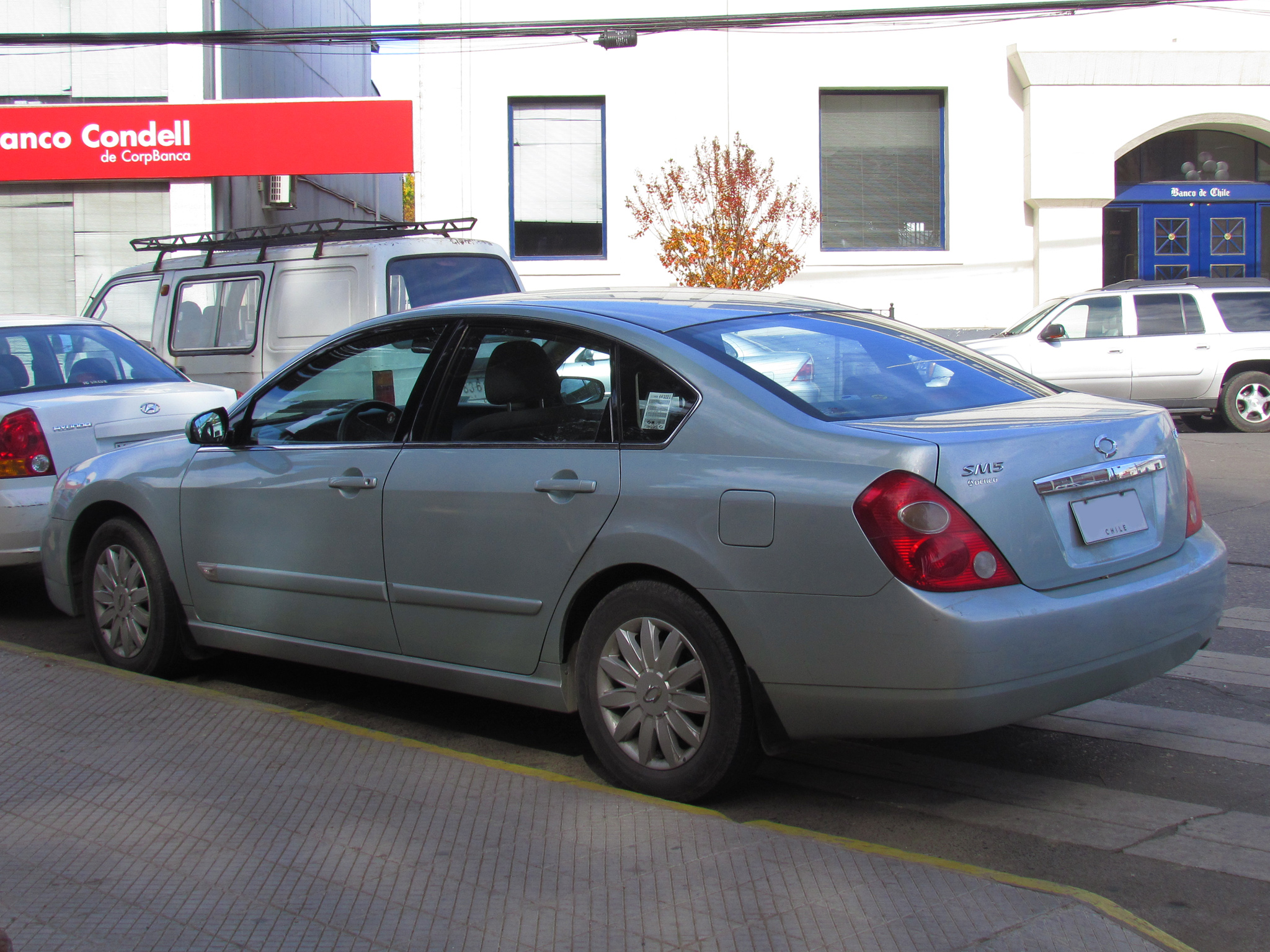
Vue arrière d'une Samsung SM5 (A34R)

En 2009, elle a été la cinquième voiture la plus vendue en Corée du Sud avec 45 960 exemplaires vendus.
 Elle fut également vendue sous le nom de Renault Safrane dans les pays du golfe et au Mexique.
Il s'agit en réalité d'une Nissan Teana rebadgée.

## Troisième génération (2010 - 2019)

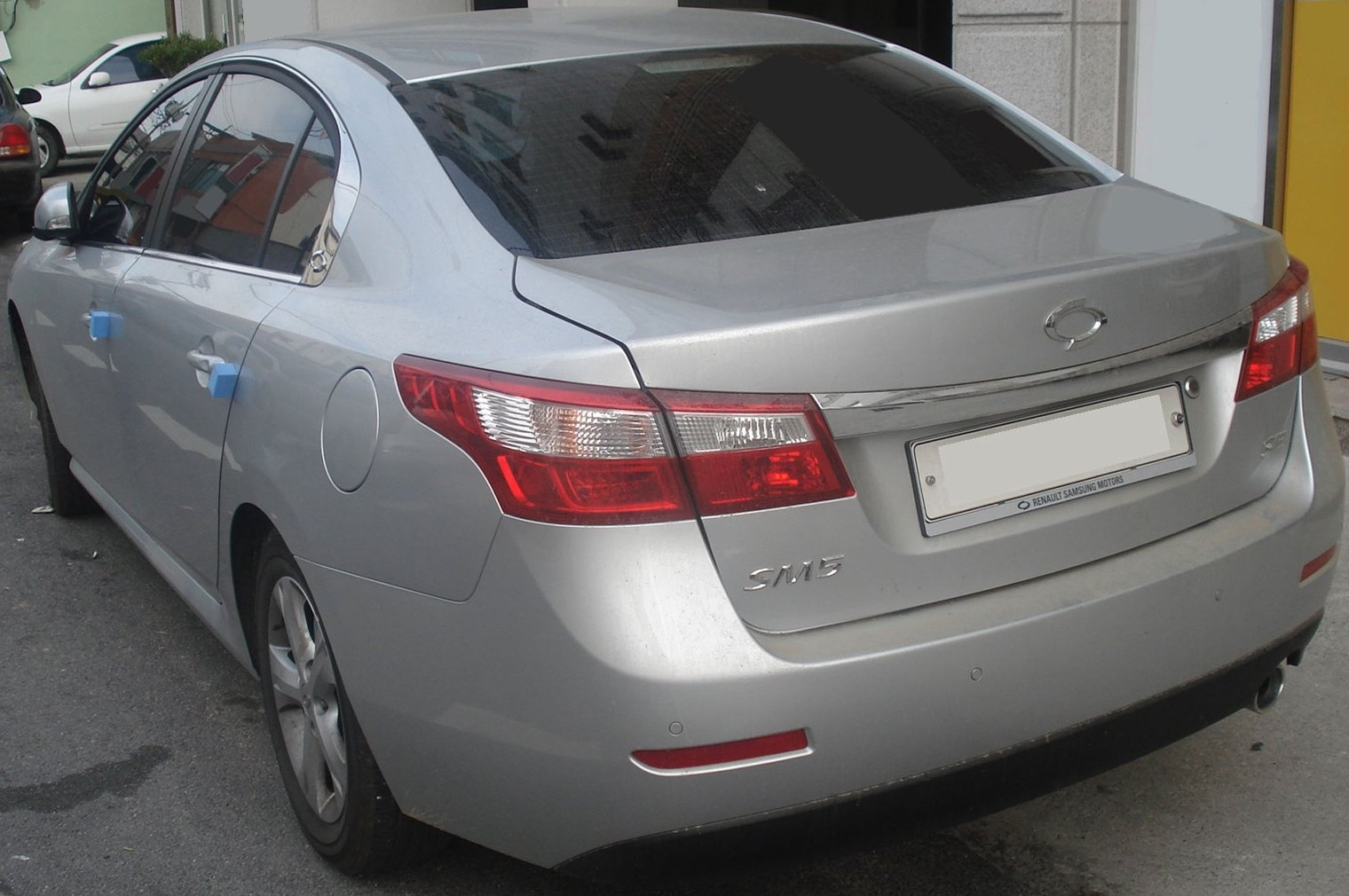
Samsung SM5 III phase 1

La SM5 de troisième génération est construite sur la base de la Renault Laguna III, dont elle reprend le tableau de bord. Elle est badgée Renault Safrane dans les pays du Golfe et au Mexique, et Renault Latitude en Chine.  Elle sert de base à la Renault Latitude vendue dans le reste du monde, mais cette dernière dispose d'un tableau de bord différent, partagé avec la Samsung SM7.
Elle reçoit un premier restylage en novembre 2012 (SM5 Platinum) et un second en janvier 2015 (SM5 Nova).

Sa production est arrêtée au second semestre 2019, laissant totalement sa place à la Samsung SM6 (lancée en 2016), qui est la dernière berline disponible de la gamme Renault Samsung.

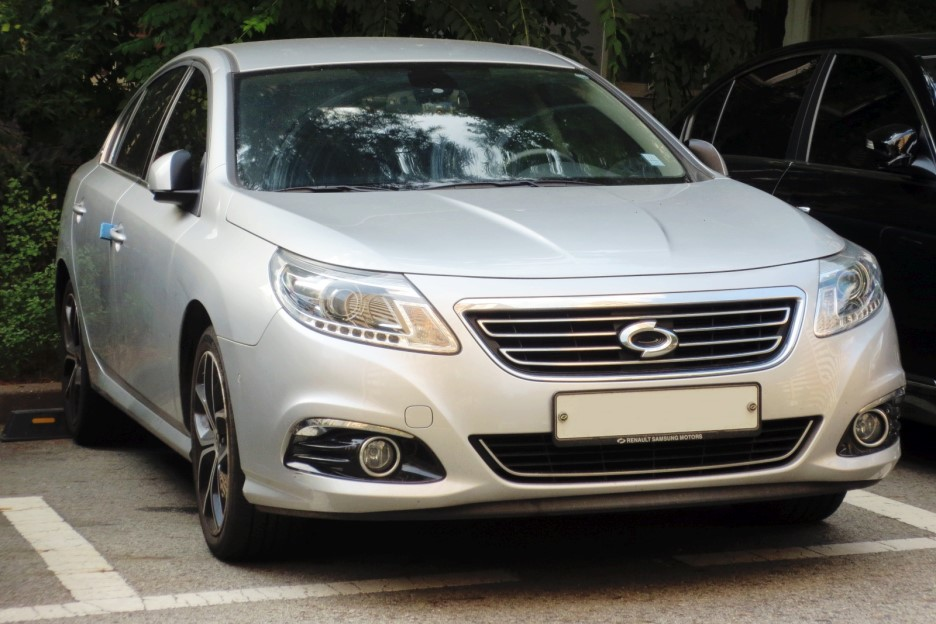
Samsung SM5 Platinum
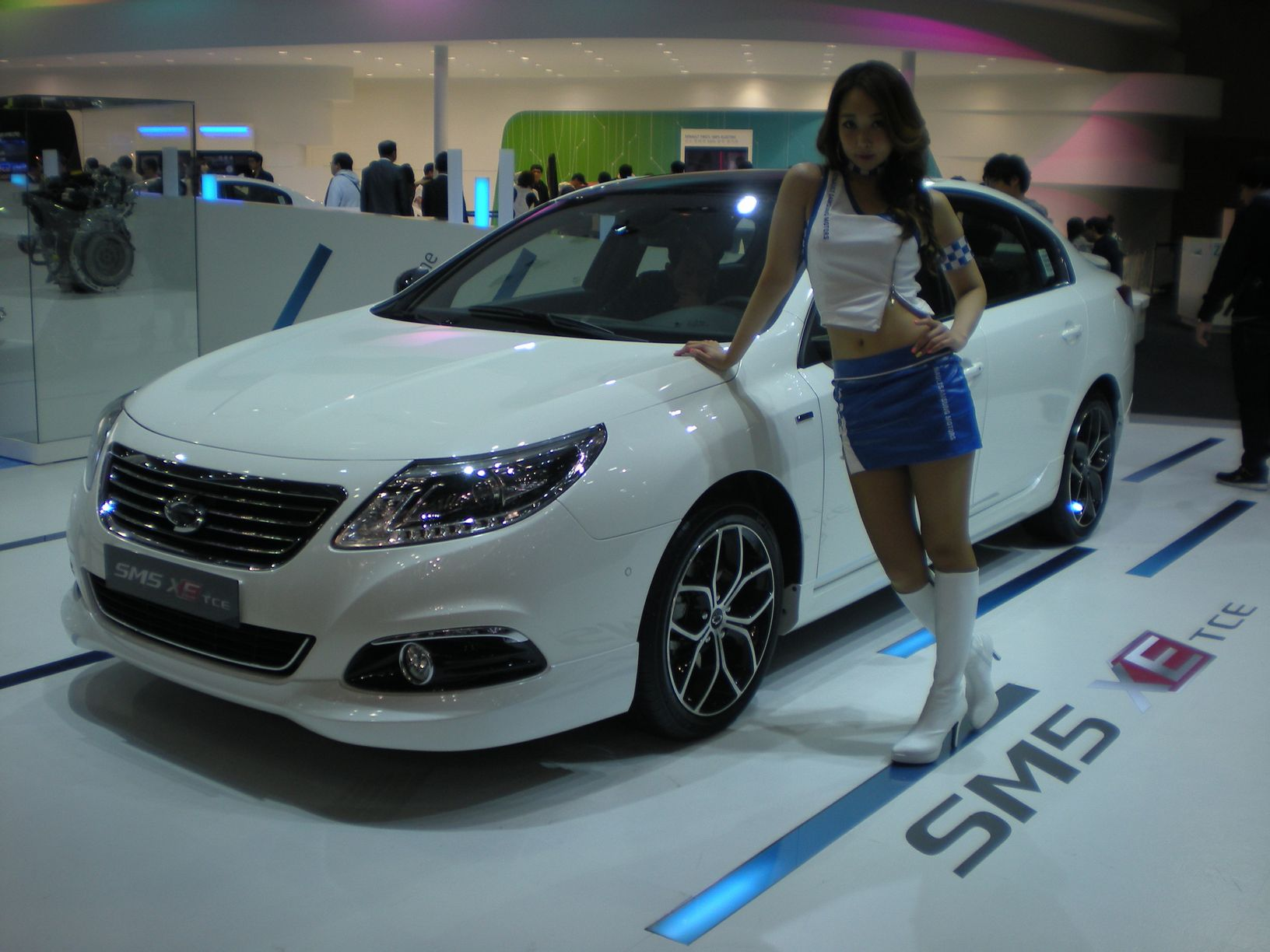
Samsung SM5 Platinum TCE
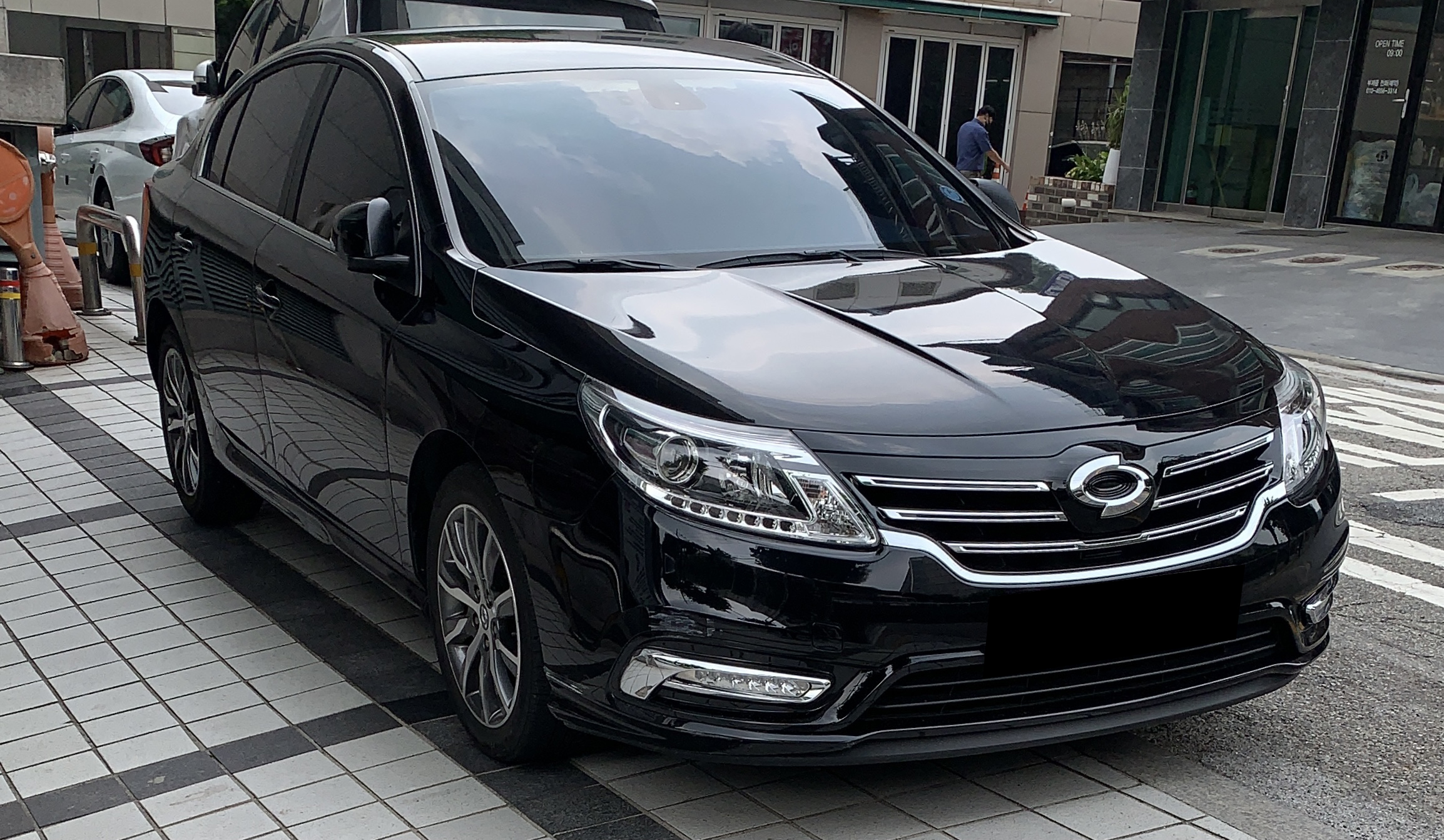
Samsung SM5 Nova
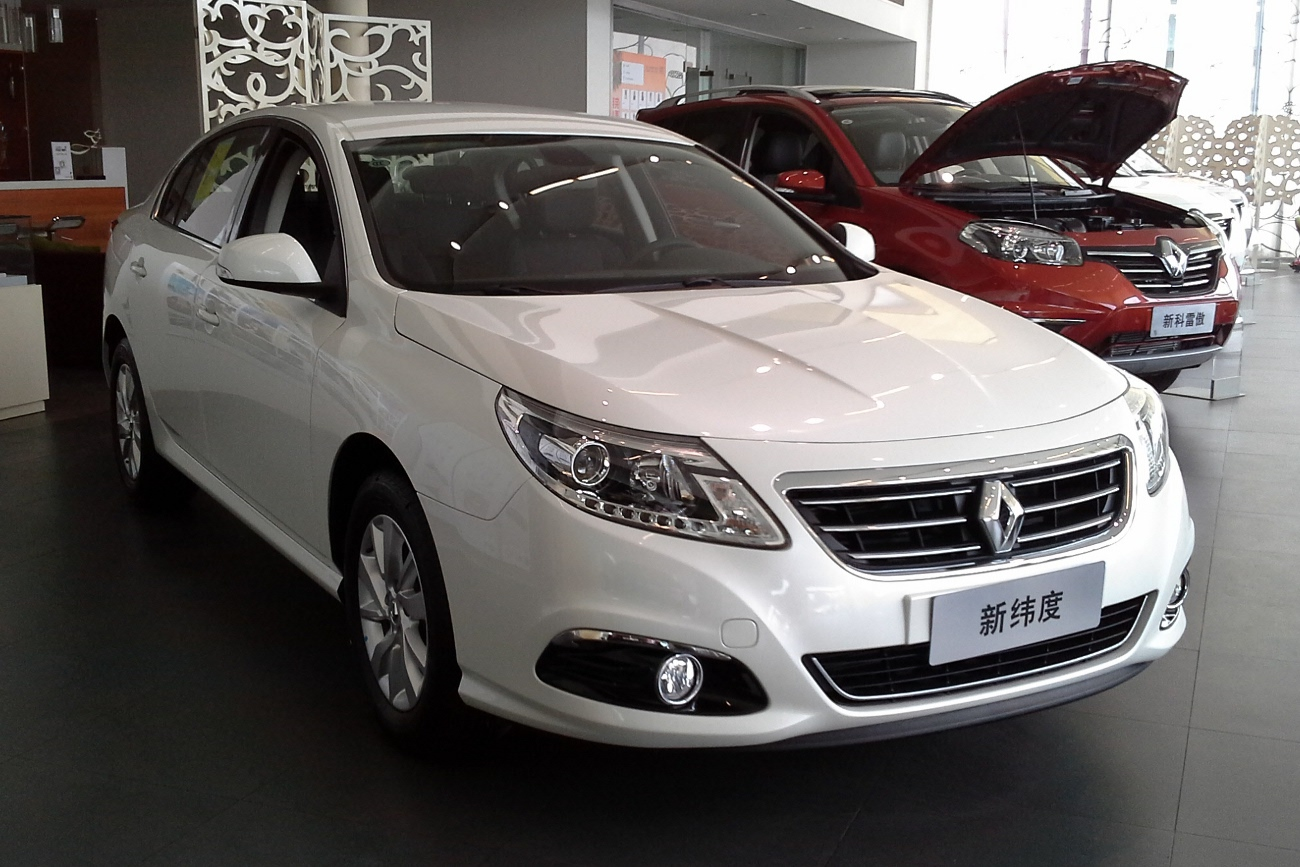
Renault Latitude (Chine) / Safrane III